# Безбородько Семен Якович
Семен Якович Безбородько (нар. 27 квітня 1704 — пом. 21 вересня 1768) — український державний та військовий діяч часів Гетьманщини.

## Біографія
Походив зі шляхетського роду Безбородьків. Старший син Якова Івановича Безбородька, значкового товариша з Переяславського полку. Народився у 1708 році.
Службу розпочав 1727 року значковим товаришем в Переяславському полку. Того ж року брав участь в раді в Глухові, де було обрано гетьманом Данила Апостола.
1732 року стає військовим товаришем. Того ж року увійшов до комісії (разом з Федором Марковичем і Іваном Севастяновичем) зі складання ревізії Переяславського полку. 1733 року як наказний сотник березанської сотні брав участь у Війні за польську спадщину. 1734 року обирається повним березанським сотником. 1735 року очолював ревізію південних сотень Переяславського полку. Того ж року на чолі своєї сотні долучився до походу російського війська в рамках першого етапу війни з Османською імперією. Брав участь в штурмі Перекопу і Бахчисараю.
1736 року після повернення з кримського походу за наказом переяславського полковника Василя Томари був залишений на Перекопі у статусі обозним над всіма полками і генеральним комісаром. Того ж року з Перекопу повернувся через смерть худоби й людей, повернувшись, втративши все майно.
В січні 1737 року з березанською сотнею виступив у похід, але 17 лютого того ж року його було обрано Переяславським полковим суддею. Відповідно до наказу, за яким усі судді повинні були залишатися в Гетьманщині, не брав участь у поході. 28 квітня 1739 року за рекомендацією полковника Семена Сулиму обирається Переяславським полковим обозним. на цій посаді не мав жодних досягнень, а навпаки був звинувачений в погіршення стану полкової артилерії: порох для мортир використовувався на святах, самі мортири частково розпродано або перероблено для особистих потреб Безбородька. Втім не поніс якихось покарань. Перебував на посаді обозного до 1763 року.
1751 року отримав від гетьмана Кирила Розумовського 47 дворів у селах Тростяному і Малій Топальській Топальської сотні Стародубського полку та селі Рудницькому Баришівської сотні Переяславського полку.
10 листопада 1763 року стає підкормієм Переяславського полку. Тримав крамницю в Переяславі, яку купив у Ганни Забіли, дружини переяславського полковника Василя Танського. Перебував на цій посаді до самої смерті у 1768 році.

## Родина
Дружина — Наталія Петрівна (прізвище невідоме)
Діти:
- Олена (д/н), дружина Петра Новицького, «малоросійського полковника»